# Jean-Marie Doré
Pour les articles homonymes, voir Doré.
Jean-Marie Doré, né le 12 juin 1939 à Bossou en Guinée Forestière et mort le 29 janvier 2016 à Conakry, est un homme d'État guinéen.

## Biographie
Jean-Marie Doré est originaire de la région naturelle de Guinée forestière, né à Bossou (dans l'actuelle préfecture de Lola). Opposant à Lansana Conté, il s'est présenté à deux reprises aux élections présidentielles (1993 et 1998) avant de boycotter le scrutin de décembre 2003.
Il est le leader de l'UPG, Union pour le progrès de la Guinée, parti représenté dans la dernière législature avant la suspension de la constitution par la junte en décembre 2008. Il est également un des leaders du Forum des forces vives de Guinée,.
Le 21 janvier 2010, à la suite des accords de Ouaga, il est nommé Premier ministre par la junte militaire au pouvoir. Il a pour tâche « d'organiser, à la tête d'un gouvernement de transition, les premières élections démocratiques depuis le coup d'État de décembre 2008 ». Au lendemain de l'investiture d'Alpha Condé, premier président démocratiquement élu, le 22 décembre 2010, Jean-Marie Doré remet la démission de son gouvernement.